# Jagna
Jagna (Bayan ng Jagna) är en kommun i Filippinerna. Kommunen tillhör provinsen Bohol och ligger på ön med samma namn. Folkmängden uppgår till 30 643 invånare.

## Bildgalleri

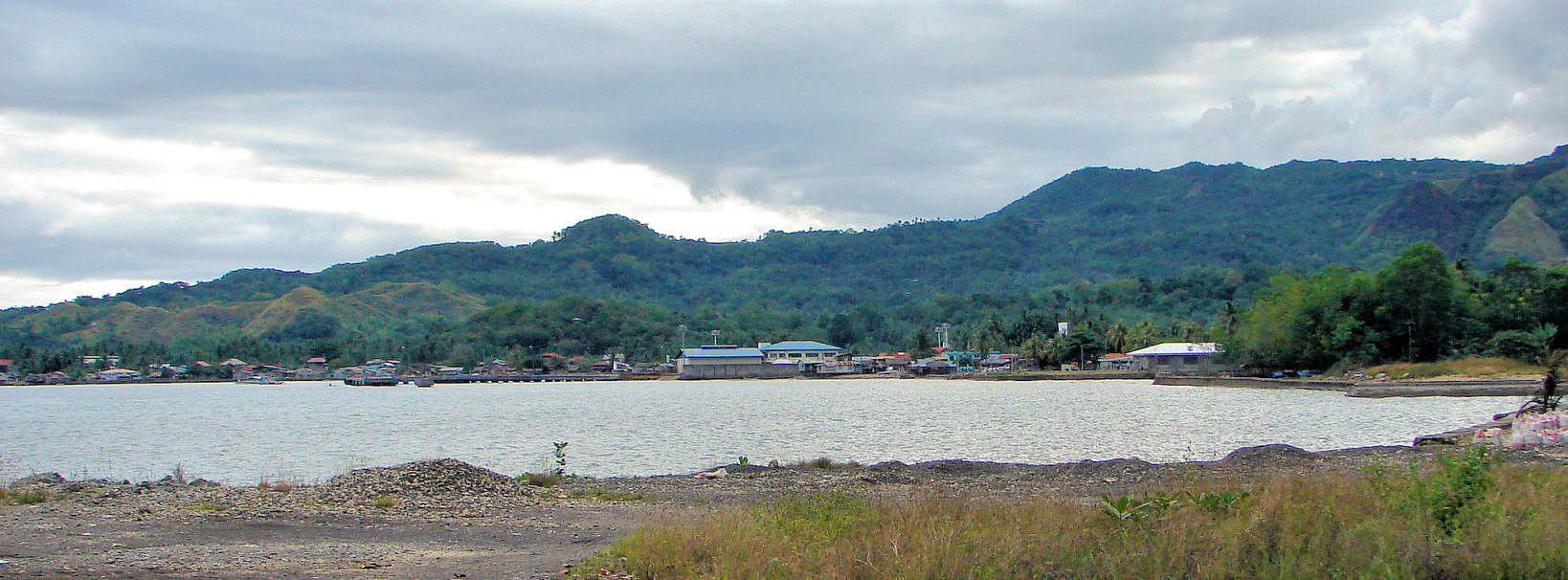
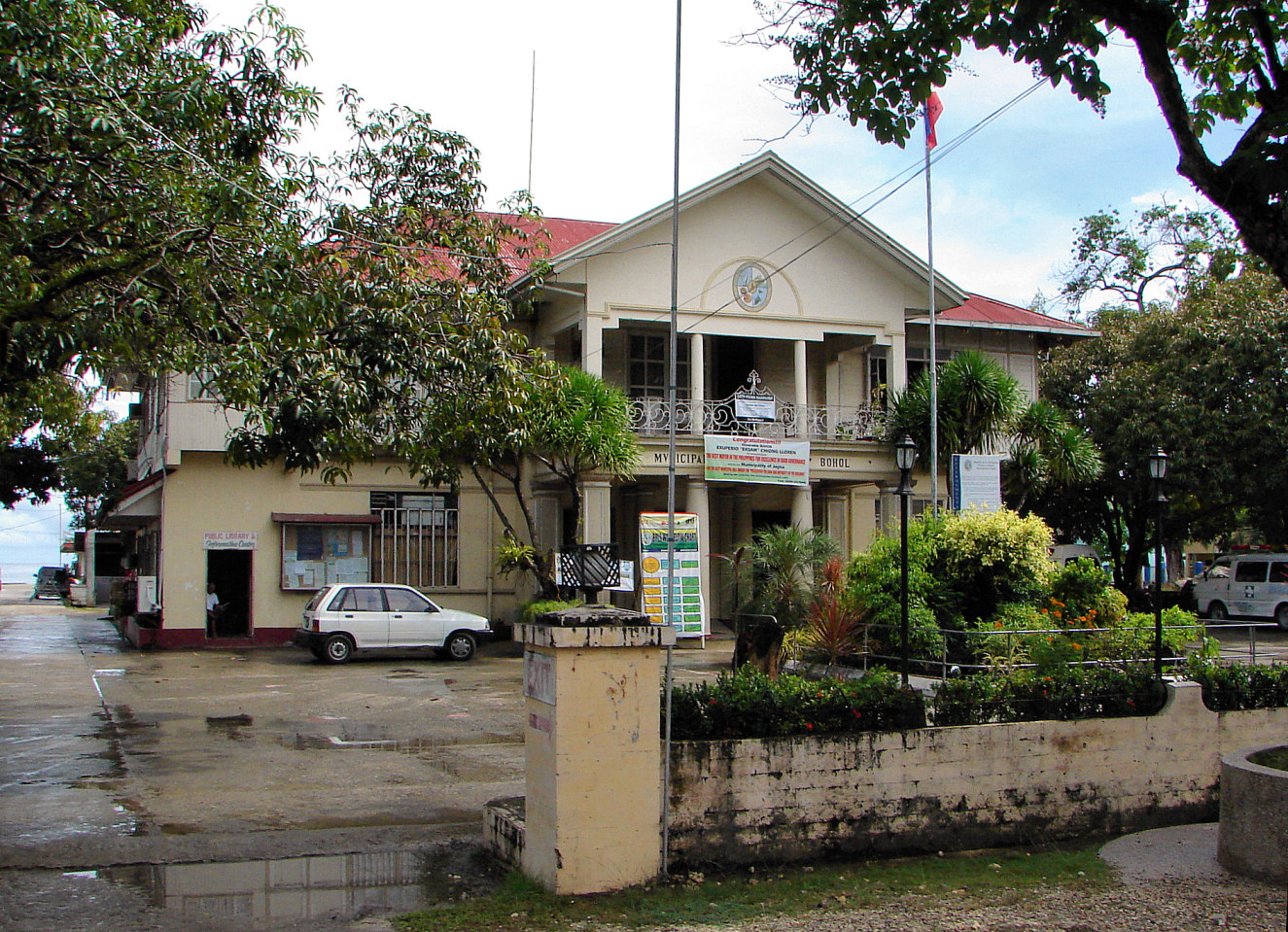

## Barangayer
Jagna är indelat i 33 barangayer.
| - Alejawan - Balili - Boctol - Buyog - Bunga Ilaya - Bunga Mar - Cabunga-an - Calabacita - Cambugason - Can-ipol - Canjulao | - Cantagay - Cantuyoc - Can-uba - Can-upao - Faraon - Ipil - Kinagbaan - Laca - Larapan - Lonoy - Looc | - Malbog - Mayana - Naatang - Nausok - Odiong - Pagina - Pangdan - Poblacion (Pondol) - Tejero - Tubod Mar - Tubod Monte |